# Иван Марковић Ирац
Иван Марковић Ирац (Кожухе, код Добоја, 3. април 1909 — Вукосавци, код Лопара, 20. фебруара 1942) био је учесник Народноослободилачке борбе и народни херој Југославије.
Школовао се у Тузли, где је завршио Грађанску школу и Трговачку академију. Током школовања је приступио омладинском револуционарном покрету и 1928. постао члан тада илегалне Комунистичке партије Југославије (КПЈ). Био је учесник радничких демонстрација, а у полицијској провали у тузланску партијску организацију крајем 1932. био је ухапшен и због комунистичког деловања Државни суд за заштиту државе га је осудио на осам година затвора.
Током издржавања казне у затворима у Лепоглави и Сремској Митровици учествовао је у разним акцијама робијаша-комуниста, којима су се борили за већа права и боље услове у затвору. Током робијања радио је на свом марксистичком образовању с другим комунистима. Из затвора је пуштен крајем 1940. године. Након окупације Југославије, маја 1941. постао је командант Штаба тузланске области, а почетком августа 1941. прешао је у Бирач, где је подигао устанак и руководио првим устаничким акцијама.
Крајем септембра 1941. послат је на Мајевицу, где је постављен за команданта Мајевичког партизанског одреда. Овде се истакао учешћем у многим борбама против усташко-домобранских снага и брзо придобио поверење бораца и народа. Погинуо је с политичким комесаром Одреда Фадилом Јахићем Шпанцем при изненадном нападу четника Стевана Дамјановића Леке на Штаб Мајевичког одреда у Вукосавцима.
За народног хероја проглашен је 13. марта 1945.

## Биографија
Рођен је 3. априла 1909. године у селу Кожухе, код Добоја. Потицао је из многочлане радничке породице. Његови родитељи Марко и Луција имали су три кћери и три сина. Отац Марко радио је најпре као путар, а потом као железничар. Након завршене основне школе похађао је Грађанску школу, а потом Трговачку академију у Тузли. Још у току школовања испољавао је револуционарне склоности. Самоиницијативно је организовао ђачки штрајк јер се у учионицама није ложило, а напољу је била оштра зима. Готово сви ученици прихватили су ову идеју. Напустили су учионице и изашли напоље, где су почели да вичу како неће у школу док се просторије не загреју. Ђачки штрајк уродио је плодом и учионице су почеле да се греју. Знајући да ће Марковић бити избачен из школе ако школске власти сазнају да је он приређивач штрајка, нико га од ученика није одао. Своје организаторске способности у току школовања употребио је и за приређивање игранки и разних излета за омладину, на којима су се младићи и девојке зближавали и упознавали.

### Почетак партијског рада
Будући да је потицао из радничке породице, рано је ступио у додир са револуционарним радничким покретом и постао симпатизер комунизма. Скупове омладине користио је за пропаганду радничког покрета и ширење социјалистичких идеја. Увек је говорио уверљиво и сугестивно на друге омладинце, због чега је био веома цењен и омиљен међу својим школским друговима који су га звали Мило. Читао је марксистичку литературу, повезивао се са радничком и сељачком омладином и учествовао у радничким демонстрацијама у Тузли. Једном приликом је био ухапшен с још неколико другова због туче са жандармима. У чланство тада илегалне Комунистичке партије Југославије (КПЈ) примљен је 1928. године. Током школовања на Вишој пољопривредној школи у Копривници 1931. одслужио је кадровски војни рок у артиљеријској школи резервних официра у Осијеку.
Због лошег материјалног стања у породици прекинуо је школовање и 1932. вратио се у Тузлу, где се повезао са члановима Комунистичке партије и с њима радио на обнављању партијске организације. Формирао је Месни комитет КПЈ за Тузлу, чији је био члан. Овај комитет касније је прерастао у привремени Окружни комитет КПЈ за Тузлу. Децембра 1932. дошло је до полицијске провале у тузланску партијску организацију и тада су похапшени скоро сви комунисти и њихови симпатизери, међу којима и Иван. Поред Тузле, полицијска провала је захватила и скоро целу партијску организацију у Босни и Херцеговини. У току истраге у полицији био је тучен и малтретиран, али није открио никога од својих сарадника јер је одржавао везу са скојевском организацијом у Тузланској гимназији. Недуго након Ивановог хапшења у Тузлу је дошао студент Цвијетин Мијатовић, који је са члановима Савеза комунистичке омладине (СКОЈ) из гимназије организовао штампање и растурање летака на Светосавској академији јануара 1937. године. Циљ ове акције био је да се покаже да у Тузли има још комуниста. У предратном периоду био је активан у раду Радничког спортског клуба Слобода у Тузли.

### Боравак на робији
Након деветомесечне полицијске истраге деветорица тузланских комуниста — Милан Гаврић, Леонард Банкер, Пашага Манџић, Албин и Томас Лебеничник, Хаим Пинта, Хуса и Емнин Паочић и Иван Марковић — предати су Државном суду за заштиту државе у Београду, који их је због комунистичке делатности осудио на временске казне од једне до осам година затвора. Марковић је осуђен на осам година затвора. Казну је издржавао у затворима у Сремској Митровици и Лепоглави, где је са другим политичким затвореницима-комунистима учествовао у разним акцијама, попут протеста и штрајкова, борећи се за боље услове затворског живота. Како би прекратили време, затвореници-комунисти су организовали „универзитет”, на коме су боље образовани затвореници остале подучавали знањем из марксизма и других области. Свако се опредељивао за област коју ће изучавати, а Иван се определио за војне науке читајући Кутузова, Суворова и Клаузевица, као и друге велике војсковође. Проучавао је и марксистичке теоретичаре Фридриха Енгелса и Владимира Лењина, а интересовао се и проучавањем руског и шпанског партизанског ратовања. Тада стечена знања касније су му добро дошла приликом обављања командантске дужности у Народноослободилачком рату.
Политички затвореници били су под строгим системом и прописима, па су само једном месечно могли слати писма и примати посету. Сестра Марта га је редовно посећивала и обавештавала о новостима у партијској организацији Тузле. Понекад када је успевала, дотурала му је и понеко писмо од партијских другова. Поред сестре, посећивао га је и партијски друг Цвијетин Мијатовић. За време боравка у сремскомитровачком затвору добио је надимак Ирац. Једном приликом затвореници су се забарикадирали не дозвољавајући полицијским агентима да дођу до самица, где су тукли политичке затворенике. Тада су позвани жандарми који су почели да пуцају. Након овога политички затвореници су морали да одрже састанак, а како би дошли до места за састанак морали су претрчати брисани простор. У тренутку када је новинар Отокар Кершовани кренуо да потрчи, Иван га је ухватио за руку и рекао: „Ирационално је трчати!”. Тај израз употребио је под утицајем страних речи из књига које је читао. Другови су касније ту реч скратили и тако је настао надимак Ирац. Током робијања припадао је политичкој групи окупљеној око Петка Милетића, али је након изласка из затвора децембра 1940. године ревидирао своје ставове и прихватио нови курс партије, под новим генералним секретаром Јосипом Брозом Титом.

### Устанак у Бирчу
Недуго после његовог изласка са робије децембра 1940, у пролеће 1941. уследили су бурни догађаји. У периоду између војног пуча 27. марта и напада на Југославију 6. априла 1941. Ирац је по партијском задатку отишао на Мајевицу у села Вукосавце и Лопаре са задатком да народу објасни политичку ситуацију, укаже каква опасност прети од фашистичке агресије и позове на одбрану земље. Истицао је неопходност хитног склапања споразума са Совјетским Савезом како би се земља успешније бранила од могућег агресора. Агенти тузланске полиције дознали су за његову политичку активност, па су жандармеријској станици у Лопарима издали налог за његово привођење и стражарно спровођење у Тузлу. Са Ирцем су том приликом приведени и Илија Мијатовић и Стево Поповић, секретар партијске ћелије, код којих је навраћао и ноћивао.
Током припрема за устанак маја 1941. био је изабран у Обласно руководство за тузланску област, а 13. јула 1941. Покрајински комитет КПЈ за Босну и Херцеговину именовао га је за команданта Штаба тузланске области. Истовремено су нове усташке власти у Тузли за њим, као познатим комунистом, расписале потерницу и уцениле га са 200.000 куна. Због тога, Ирац је узео илегално име Стјепан Јошић, како се и потписивао на извештајима које је слао Главном штабу НОП одреда за Босну и Херцеговину. Након именовања за команданта, крајем јула је са његовим члановима Штаба — политички комесар Цвијетин Мијатовић и заменик команданта Пашага Манџић — отишао у Бирач, где је под његовим руководством подигнут устанак. Најпре су 5. августа 1941. ослобођени Шековиће, а након два дана је заузета железничка станица код села Папраћа. Пар дана потом, 12. августа 1941. група од 30 устаника, којима је непосредно руководио, код села Папраћа је из заседе разбила Четврту чету Осмог домобранског пука. Том приликом заробљена је велика количина наоружања, као и први митраљези. Већ тада Ирац се прочуо као храбар борац и вешт командант.

### Командант Мајевичког одреда
Половином септембра 1941, по директиви Главног штаба НОП одреда за БиХ, са Фадилом Јахићем Шпанцем упућен је на Мајевицу са задатком да преузме дужност команданта Мајевичког партизанског одреда и ради на његовом организационом јачању. Овај Одред оперисао је на територији Мајевице, Семберије и Посавине. Убрзо након његовог доласка на Мајевицу стигла је вест да се од Челића према Лопарима креће усташка колона. Одмах је наредио да се иза мачковог моста постави заседа, под његовом командом, и да нико пре њега не отвара ватру. Најпре су наишла двојица усташа на бициклима. Један је убијен, а други заробљен. Потом је наишла усташка колона, која је одбијена јуришем предвођеним Ирцем. Већ у тој првој борби стекао је поверење бораца. Средњег раста, у сивој војничкој униформи бивше Југословенске војске, са црном јагњећом шубаром забаченом за потиљак, брзо је постао популаран у српским селима, где је са народом делио све ратне невоље.
Када је крајем октобра 1941. добио податак да је у Лопаре из Тузле стигла једна мања домобранска јединица и заноћила у згради основне школе донео је одлуку да је исте ноћи нападне. Како би успешно извршио напад, тражио је бомбаше-добровољце, који би се привукли школи користећи ноћ и убацили бомбе кроз прозор и тиме изненадили непријатеља. Иако командант Одреда, и сам се пријавио за овај подухват како би подстакнуо борце да се пријаве у бомбаше. Касније се од овог напада одустало јер подаци о мањој домобранској јединици нису били тачни. У Лопару су се тада налазиле две домобранске сатније које су се добро утврдиле и поставиле јако обезбеђење, а у групи партизана који су пошли на овај задатак био је свега девет бораца. Ипак, Мајевички одред је током октобра извршио неколико успешних акција, међу којима је био онеспособљавање железничких станица Сухопоље на прузи Бијељина—рудник Мезграја, када је уништена једна железничка композиција и прекинута пруга. Како би ова акција била успешно изведена а непријатељ онемогућен да делује, делови Мајевичког одреда извели су демонстративни напад на Бијељину, током кога су бијељински активисти извели више акција у самом граду. Изненађен нападом и акцијама у граду, немачко-усташки окупатор је у одмазди извршио хапшење 80 припадника и симпатизера Народноослободилачког покрета.
Приликом обиласка Прве чете Мајевичког одреда, 2. јануара 1942. нашао се у селу Пипери, на Мајевици, кад су их окружиле и напале знатно јаче снаге Шестог пешадијског пука Домобранства НДХ. На свега 70 партизана нападало је 500 домобрана. Схватајући озбиљност ситуације, повео је чету у јуриш под притиском знатно бројнијег непријатеља. Међу првима је упао у редове непријатеља и убио неколико војника. Иако знатно бројнији, домобрани су били изненађени брзим нападом, након чега је међу њима завладала паника, па су се након краће борбе повукли из села. Домобрани су имали 32 погинулих и 29 рањених бораца, док је на партизанској страни погинуо командир Прве чете Крсто Бјелетић Крцун, народни херој, а лакше су били рањени политички комесар Одреда Фадил Јахић Шпанац и политички комесар чете Живан Цвијетиновић. Одмах након борбе, борци су са осталим мештанима учествовали у гашењу кућа које су домобрани у току борбе запалили.

### Сукоб са четницима и погибија
Партизанско-четнички сукоб, који је у Србији избио новембра 1941, није се у почетку преливао на остале устаничке крајеве, а сарадња партизана и четника у источној Босни трајала је до почетка 1942. године. Идеолошке разлике између партизанског и четничког руководства у источној Босни стварале су од самог почетка одређене мање сукобе, који су кулминирали у зиму 1941/1942. године, посебно након Прве непријатељске офанзиве у Србији и преласка главнине партизанских снага у Босну. Штаб Мајевичког партизанског одреда налазио се у селу Вукосавцима, код Лопара, и настојао је да избегне сукоб са четничким снагама, које су чиниле три четничке групе — група четничког војводе Радивоја Керовића, група капетана Стевана Дамјановића Леке и група жандармеријског наредника Ђуре Бижића. Четнички штаб налазио се у оближњем селу Тобут. Партизани су се трудили да сузбију четничку пропаганду у односу на Хрвате и Муслимане, које су четници аутоматски сврставали на страну окупатора и квислинга, док су партизани настојали да и њих укључе у борбу. Четници и њихови симпатизери замерали су партизанима јер њихове вође нису били Срби — Иван Марковић Ирац био је Хрват, а Фадил Јахић Шпанац Муслиман. Четничке вође су крајем 1941. преко Љубе Петровића, који је преобучен у свештеника одлазио у Београд, успоставили контакте са Владом Милана Недића и Немцима, а од Недића су добили и наоружање.
Дана 14. фебруара 1942. четници Стевана Дамјановића Леке заробили су групу од седморо партизанских курира, који су из Шековића кренули на Мајевицу у партизански штаб. Међу куририма се налазио и студент права Веселин Гаврић, син угледног свештеника из Прибоја. Након добијања вести о заробљавању курира, Штаб Мајевичког одреда је четницима упутио писмо у коме је захтевано њихово пуштање. Дамјановић је одбио да пусти заробљене курире желећи да изазове сукоб са партизанима, док су партизани, који су у том тренутку били војнички слабији, покушали да избегну сукоб. Како би средило стање са четницима, Штаб Мајевичког одреда је 18. фебруара упутио писмо Главном штабу НОП одреда Босне и Херцеговине са позивом да на Мајевицу дође једна јединица из састава Прве пролетерске ударне бригаде, која се тада након Друге непријатељске офанзиве налазила у источној Босни. У страху од доласка јачих партизанских снага, а знајући да је обезбеђење Штаба Мајевичког одреда у Вукосавцима слабо, четничке снаге су одлучиле да изврше напад на Штаб и ликвидирају партизанско руководство на Мајевици. На саветовању Окружног комитета КПЈ за Мајевицу, Посавину и Семберију, одржаном 18. фебруара, секретар Окружног комитета Јусуф Јакуповић Мрки предложио је Ирцу да повуче један вод партизана и да га постави као обезбеђење Штаба Одреда пошто је десетина која је обезбеђивала Штаб претходно била упућена као пратња групи која је са коњима кренула у Семберију по жито. Сматрајући да су борци потребнији на положају него на обезбеђењу Штаба, Ирац је одбио овај предлог.
Четнички напад на Штаб Мајевичког одреда у Вукосавцима извршен је у јутарњим часовима 20. фебруара 1942. и у њему је учествовало око 120 четника, предвођених војводом Керовићем и поручником Ацом Медунићем. Идејни творац напада, Стеван Дамјановић Леко, није учествовао у нападу, већ је тог дана са групом бораца отишао у Зло Село. Четничке снаге биле су распоређене на четири правца — три групе су заузеле положаје око куће у којој се налазио Штаб, како би спречиле евентуално повлачење чланова Штаба, док је четврта група, под командом Михајла Матића имала задатак да изврши напад. Четници, са којима је постојао споразум о сарадњи, неопажено су дошли до куће Митра Ковачевића, опколили је и потом ушли у њу. По уласку у кућу, најпре су убили доктора Мустафу Мујбеговића, професора Крсту Попова и Перу Ћускића, секретара Среског комитета КПЈ за Брчко. У сукобу са њима погинуло је неколико четника. Настала пуцњава, упозорила је партизане у другој соби, који су одмах потом запуцали кроз прозоре и врата куће. Фадил Јахић Шпанац, Славко Мичић, Слободан Јовановић Матори, Јусуф Јакуповић Мрки, његова супруга Мевла и Иван Марковић Ирац пружили су жесток отпор четницима. Мрки који је био секретар Окружног комитета донео је одлуку да Шпанац и Ирац покушају да се пробију из куће, док их они буду штитили ватром. Шпанац је бацио бомбу кроз улазна врата куће, а потом су Ирац и он искочили и кренули да беже. Неколико четника кренуло је за њима, али су били погођени хицима из куће. Захваљујући пометњи коју су изазвали успели су да се удаље око 150 метара од куће. Стигли су надомак шуме, из које су се могли пробити према Лопарама и Вакуфу, али су ту упали у заседу четника који су се налазили на обезбеђењу. У сукобу са њима погинуо је најпре Ирац, а потом Шпанац. Док су четници били у потери за њима, из опкољене куће су успели да изађу преостали партизани и крену на другу страну, али су ухваћени од четника и потом стрељани.
Поред Ивана Марковића Ирца и Фадила Јахића Шпанца, у кући у којој се налазио Штаб и недалеко од ње 20. фебруара 1942. погинули су: Перо Ћускић (1914—1942), Мустафа Мујбеговић (1900—1942), Албин Херљевић (1916—1942), Коста Попов (1912—1942), Сејфо Карамехмедовић (1922—1942) и Исидор Шатнер Ћиско (1920—1942).

## Народни херој
Указом Председништва Антифашистичког већа народног ослобођења Југославије (АВНОЈ), 13. марта 1945. за осведочена херојска дела на бојном пољу и херојско држање пред непријатељем проглашен је народним херојем Југославије. Истим Указом за народне хероје проглашена је група истакнутих борца Народноослободилачке војске, међу којима су били његов саборац Фадил Јахић Шпанац, као и Крсто Бајић, Раде Кондић, Саво Машковић, Владо Ћетковић и др.
Године 1960. место погибије чланова Штаба Мајевичког партизанског одреда у Вукосавцима, код Лопара, уређено је и претворено у партизанско спомен-гробље, а кућа у којој је убијен део чланова Штаба претворен је у спомен-музеј Првог мајевичког одреда. На отварању спомен-гробља и спомен-музеја на Дан борца 4. јула 1960. присуствовали су народни хероји Ратко Перић, Родољуб Чолаковић, Осман Карабеговић и Пашага Манџић. За Дан устанка народа Босне и Херцеговине 27. јула 1985. овде је откривен Споменик Револуцији, рад вајара Драга Тршара, који симболизује партизанску колону у покрету. Споменик се издиже из велике звезде петокраке на чијим су краковима исписана имена 765 палих бораца, међу којима 17 народних хероја. У спомен-костурници су сахрањени посмртни остаци 12 народних хероја, међу којима су поред Ивана Марковића Ирца и Фадил Јахић Шпанац, Перо Ћускић, Албин Херљевић, Славко Мичић, Страхиња Митровић и др.
Његово име носе две улице на територији Републике Србије — једна у београдској општини Нови Београд, а друга у банатском селу Лукићеву (названо по Вељку Лукићу Курјаку, борцу Мајевичког одреда), код Зрењанина. Основна школа „Свети Сава” у Лопарима, је од 1962. до 1992. носила његово име.

## Породица
Породица Ивана Марковића Ирца активно је учествовала у Народноослободилачкој борби. Због могуће усташке одмазде, његови родитељи Марко (1880—1945) и Луција морали су да напусте Тузлу и пређу у село Шпионица, код Сребреника. Отац је ту радио за Народноослободилачки покрет и био биран за председника Месног Народноослободилачког одбора. Јединице Југословенске војске у отаџбини, које су се фебруара 1945. повлачиле из Србије, пролазиле су кроз Сребреник и ухапсиле их. Марка су након мучења убили, а Луцију пустили, али је она након десетак дана умрла од последица мучења. Иванов брат Фрањо Марковић (1916—1942), предратни комуниста, ступио је 1941. у Хусинску партизанску чету. Потом је приступио Озренском партизанском одреду. Погинуо је 18. априла 1942. у борбама на Озрену.